# Kaldera (kniha)
Kaldera (anglicky The Caldera) je sedmý díl fantasy literární série Bratrstvo od australského spisovatele Johna Flanagana. Knížka vyšla v originále v roce 2017 u australského nakladatelství Random House. D češtiny byla přeložena o rok později a vyšla u nakladatelství Egmont.

## Děj
Příběh knížky začíná v Hallasholmu, kde jsou Hal a jeho posádka požádáni o pomoc Olafem, Stigovým otcem. Ten, když byl Stig malé dítě, okradl členy své posádky a utekl ze Skandie. Usídlil se v Byzantosu, kde se postupně propracoval až na velitele palácové gardy. Během jeho služby byl korzáry, vedenými pirátem Myrgosem, unesen císařovnin syn a Olafovi, který za to nemohl, to bylo dáváno za vinu. Císařovna mu dala ultimátum, buď osvobodí jejího syna, nebo přijde o hlavu. Zároveň mu kvůli politické situaci v Byzantosu odmítla poskytnout vojáky palácové gardy. Olaf se tedy rozhodl o pomoc požádat Volavky.
Hal jeho nabídku přijal a se svojí lodí odplul do Byzantosu. V jeho okolí zjišťuje, že se základna Myrgose nachází na ostrově Santorillos, což je velká kaldera, jež tvoří přírodní lagunu. Halově posádce se odtamtud povede mladého panovníka vysvobodit, jenže při odjezdu jim cestu zablokuje vracející se Myrgos. Z nepříznivé situace je vysvobodí sopka, která se probudí k životu a způsobí velkou vlnu, jenž zničí Myrgosovu loď. Volavkám se díky Halově kormidelnickému umění podaří vlnu překonat bez větších škod a odplouvají do Byzantosu.